# Ylva Fältholm
Ylva Fältholm född 30 april 1962 i Vallentuna är en svensk professor och rektor för Högskolan i Gävle.
Fältholm växte upp i Vallentuna och Gällivare och studerade vid Luleå tekniska universitet (LTU) till civilingenjör. Hon disputerade vid LTU 1998. Hon var prefekt på institutionen för arbetsvetenskap vid LTU 2001–2006, blev docent i arbetsvetenskap 2007, professor och prodekan 2011 och senare dekan för tekniska fakulteten.
Sedan den 1 juli 2017 är hon rektor för Högskolan i Gävle.
I mars 2018 invaldes hon i Ingenjörsvetenskapsakademien (IVA), avdelningen för maskinteknik.